# Marja Auroma
Marja Anneli Auroma (* 29. Juli 1949 in Anttola) ist eine ehemalige finnische Skilangläuferin.
Auroma startete international erstmals bei den Nordischen Skiweltmeisterschaften 1978 in Lahti. Dort belegte sie den 19. Platz über 5 km. Bei ihrer einzigen Olympiateilnahme im Februar 1980 in Lake Placid lief sie auf den 25. Platz über 5 km und auf den fünften Rang mit der Staffel. Im Dezember 1980 wurde sie beim inoffiziellen Weltcup in Davos Zweite mit der Staffel. In der Saison 1981/82 kam sie mit Platz 17 über 10 km in Lahti einmal im Weltcup in die Punkteränge und errang damit den 54. Platz im Gesamtweltcup. In den Jahren 1986, 1988 und 1990 gewann sie den Finlandia-hiihto.